# Acorn (Arkansas)
Acorn, Arkansas ist ein Gemeindefreies Gebiet und ein Census-Designated Place (CDP) im Polk County, Arkansas, USA, etwa 6 Meilen nördlich von Mena.
Der Ort liegt an der Kreuzung der US Route 59, der US Route 71 und der US Route 270 im nördlichen Teil des Countys. Obwohl Acorn nur eine Kreuzung in drei Richtungen ist, liegt dort das Ende von drei separaten US-Highway-Kombinationen: US 59 und 71 von Texarkana, US 59 und 270 von Heavener, Oklahoma und US 71 und 270 von „Y“ City.
Es wurde erstmals bei der Volkszählung 2020 mit einer Bevölkerung von 376 als CDP aufgeführt.
Am westlichen Rand des Orts liegt die in Nord-Süd-Richtung verlaufende Kansas-City-Southern-Railway-Bahnstrecke von Kansas City nach Shreveport.

## Bildung
Acorn ist Sitz einer Zweigstelle des Schulsprengels Ouachita River School District, einschließlich der Acorn Elementary School und der Acorn High School.
Der Ouachita-River-Schulsprengel wurde am 1. Juli 2004 durch den Zusammenschluss der Sprengel Acorn School District und Oden School District gegründet.

## Demografische Daten

### Volkszählung 2020
Acorn CDP, Arkansas – Demografisches Profil
(NH = Nicht-Hispanoamerikaner)
Hinweis: Die US-Volkszählung behandelt Hispanoamerikaner/Latinoamerikaner als ethnische Kategorie. Diese Tabelle schließt Latinos aus den Rassenkategorien aus und ordnet sie einer separaten Kategorie zu. Hispanics/Latinos können jeder Rasse angehören.
| Rasse / ethnische Zugehörigkeit                                | Pop 2020 | % 2020  |
| -------------------------------------------------------------- | -------- | ------- |
| weiß allein (NH)                                               | 320      | 85,11 % |
| Schwarz oder Afroamerikaner allein (NH)                        | 1        | 0,27 %  |
| Amerikanischer Ureinwohner oder Alaska-Ureinwohner allein (NH) | 9        | 2,39 %  |
| Asiatisch allein (NH)                                          | 0        | 0,00 %  |
| Allein Pazifischer Inselbewohner (NH)                          | 0        | 0,00 %  |
| Eine andere Rasse allein (NH)                                  | 0        | 0,00 %  |
| Gemischte Rasse/Mehrrassige (NH)                               | 33       | 8,78 %  |
| Hispanoamerikaner oder Latino (jede Rasse)                     | 13       | 3,46 %  |
| Gesamt                                                         | 376      | 100 %   |